# Laura Ioana Paar
Laura Ioana Paar (nazwisko panieńskie: Andrei, ur. 31 maja 1988 w Bukareszcie) – rumuńska tenisistka.

## Kariera tenisowa
Dotychczas zwyciężyła w trzynastu singlowych i pięćdziesięciu dwóch deblowych turniejach rangi ITF. 1 lutego 2021 roku zajmowała najwyższe miejsce w rankingu singlowym WTA Tour – 190. pozycję, natomiast 9 marca 2020 osiągnęła najwyższą pozycję w rankingu deblowym – 113. miejsce.
W kwietniu 2019 roku wyszła za mąż za swojego trenera Calina Alexandru Paar.

## Finały turniejów WTA
| Legenda                     | Legenda |
| --------------------------- | ------- |
| Wielki Szlem                |         |
| Igrzyska olimpijskie        |         |
| WTA Tour Championships      |         |
| 2009 – 2020                 |         |
| WTA Premier Mandatory       |         |
| WTA Premier 5               |         |
| WTA Premier                 |         |
| WTA International Series    |         |
| WTA 125K series (2012–2020) |         |

### Gra podwójna 1 (1-0)
| Końcowy wynik | Nr | Data         | Turniej | Nawierzchnia  | Partnerka       | Przeciwniczki                             | Wynik finału |
| ------------- | -- | ------------ | ------- | ------------- | --------------- | ----------------------------------------- | ------------ |
| Zwyciężczyni  | 1. | 8 marca 2020 | Lyon    | Twarda (hala) | Julia Wachaczyk | Lesley Pattinama Kerkhove Bibiane Schoofs | 7:5, 6:4     |

## Wygrane turnieje rangi ITF
| turnieje z pulą nagród 100 000 $   |
| turnieje z pulą nagród 75/80 000 $ |
| turnieje z pulą nagród 50/60 000 $ |
| turnieje z pulą nagród 25 000 $    |
| turnieje z pulą nagród 15 000 $    |
| turnieje z pulą nagród 10 000 $    |

### Gra pojedyncza
|     | Data       | Turniej        | ($)    | Naw.     | Finalistka            | Wynik                  |
| 1.  | 14/11/2010 | Hawr           | 10 000 | ziemna   | Céline Ghesquière     | 6:2, 6:4               |
| 2.  | 05/08/2012 | Ankara         | 10 000 | ziemna   | Sabina Sharipova      | 6:0, 6:1               |
| 3.  | 19/08/2012 | Bukareszt      | 10 000 | ziemna   | Catherine Chantraine  | 6:0, 6:1               |
| 4.  | 28/10/2012 | Dubrownik      | 10 000 | twarda   | Lenka Juríková        | 3:6, 6:4, 6:2          |
| 5.  | 10/02/2013 | Antalya        | 10 000 | ziemna   | Eva Fernández-Brugués | 6:2, 4:6, 6:2          |
| 6.  | 30/06/2013 | Balș           | 10 000 | ziemna   | Anastasia Vdovenco    | 6:7(3), 7:6(4), 7:6(3) |
| 7.  | 01/11/2015 | Ismaning       | 10 000 | dywanowa | Adrijana Lekaj        | 6:2, 6:2               |
| 8.  | 03/12/2016 | Cordenons      | 10 000 | dywanowa | Laura Schaeder        | 6:4, 6:2               |
| 9.  | 11/12/2016 | Urtijëi        | 10 000 | twarda   | Deborah Chiesa        | 6:2, 6:7(5), 6:4       |
| 10. | 02/04/2017 | Szarm el-Szejk | 15 000 | twarda   | Anastasia Vdovenco    | 6:1, 6:1               |
| 11. | 11/02/2018 | Szarm el-Szejk | 15 000 | twarda   | Anna Pribylova        | 6:3, 6:1               |
| 12. | 26/01/2019 | Stuttgart      | 15 000 | twarda   | Anastasia Kulikova    | 6:3, 6:1               |
| 13. | 14/04/2019 | Sunderland     | 25 000 | twarda   | Harriet Dart          | 7:5, 4:6, 6:2          |